# Cacosternum leleupi
Cacosternum leleupi és una espècie de granota que viu a la República Democràtica del Congo.